# Европско првенство у ватерполу 1995.
Европско првенство у ватерполу 1995. је 22. Европско првенство, одржано у Бечу, Аустрија од 18. августа до 27. августа 1995. гпдине. Такмичење је одржано у организацији ЛЕНа, као део Европског првенства у воденим спортовима.

## Систем такмичења
Такмичење се одвијало у три круга.
У првом кругу 12 репрезентација, учесница, биле су подељене у четири групе, у којима су играло по једноструком лига систему (свако са сваким једну уткмицу). Најбоље две из сваке групе ишле су у други круг.
У другом кругу се играло у две нове групе такође по једноструком лига сустему. Групе су се формирале на следећи начин. У групу Е су ишле најбоље екипе из група А и Б и другопласиране из група Ц и Д, а у групу Ф су ишле најбоље екипе из група Ц и Д и другопласиране из група А и Б.
У трећем кругу су прве две екипе из група Е и Ф играле унакрсно у полуфиналу: Е1:Ф2 и Е2:Ф1. Победници су играли у финалу, а поражени за треће место и бронзану медаљу.
Остале репрезентације из ових група играле су за пласман тако што су трећепласиране играле за пето, а четвртопласиране за седмо место.
Репрезентације које су у првом кругу заузеле последња места у групама, формирале су групу Г у којој су по истом систему као и остале групе играле су за пласман од 9 до 12 места.
Првенство је трећи пут освојила Ватерполо репрезентација Италије, која је у финалу победила репрезентацију Мађарске резултатом 10:8.

## Земље учеснице
| Група А   | Група Б  | Група Ц  | Група Д |
| --------- | -------- | -------- | ------- |
| Шпанија   | Аустрија | Бугарска | Немачка |
| Холандија | Хрватска | Румунија | Грчка   |
| Украјина  | Мађарска | Русија   | Италија |

## Први круг

### Група А
| Украјина  | 6 : 7  | Шпанија   |  |
| Холандија | 6 : 10 | Шпанија   |  |
| Украјина  | 10 : 7 | Холандија |  |

|    | Екипа     | Играно | Победе | Нерешено | Порази | Дати голови | Примљени голови | Гол-разлика | Бодови |
| -- | --------- | ------ | ------ | -------- | ------ | ----------- | --------------- | ----------- | ------ |
| 1. | Шпанија   | 2      | 2      | 0        | 0      | 17          | 12              | +5          | 4      |
| 2. | Украјина  | 2      | 1      | 0        | 1      | 16          | 14              | +2          | 2      |
| 3. | Холандија | 2      | 0      | 0        | 2      | 13          | 20              | -7          | 0      |

### Група Б
| Мађарска | 20 : 0 | Аустрија |
| Хрватска | 26 : 2 | Аустрија |
| Мађарска | 11 : 5 | Хрватска |

|    | Екипа    | Играно | Победе | Нерешено | Порази | Дати голови | Примљени голови | Гол-разлика | Бодови |
| -- | -------- | ------ | ------ | -------- | ------ | ----------- | --------------- | ----------- | ------ |
| 1. | Мађарска | 2      | 2      | 0        | 0      | 31          | 5               | +26         | 4      |
| 2. | Хрватска | 2      | 1      | 0        | 1      | 31          | 13              | +18         | 2      |
| 3. | Аустрија | 2      | 0      | 0        | 2      | 2           | 46              | -44         | 0      |

### Група Ц
| Русија   | 14 : 10 | Бугарска |
| Бугарска | 4 : 4   | Румунија |
| Румунија | 5 : 14  | Русија   |

|    | Екипа    | Играно | Победе | Нерешено | Порази | Дати голови | Примљени голови | Гол-разлика | Бодови |
| -- | -------- | ------ | ------ | -------- | ------ | ----------- | --------------- | ----------- | ------ |
| 1. | Русија   | 2      | 2      | 0        | 0      | 28          | 15              | +13         | 4      |
| 2. | Бугарска | 2      | 0      | 1        | 1      | 14          | 18              | -4          | 1      |
| 3. | Румунија | 2      | 0      | 1        | 1      | 9           | 18              | -9          | 1      |

### Група Д
| Италија | 9 : 7  | Грчка   |
| Немачка | 6 : 10 | Италија |
| Грчка   | 8 : 9  | Немачка |

|    | Екипа   | Играно | Победе | Нерешено | Порази | Дати голови | Примљени голови | Гол-разлика | Бодови |
| -- | ------- | ------ | ------ | -------- | ------ | ----------- | --------------- | ----------- | ------ |
| 1. | Италија | 2      | 2      | 0        | 0      | 19          | 13              | +6          | 4      |
| 2. | Немачка | 2      | 1      | 0        | 1      | 15          | 18              | -3          | 2      |
| 3. | Грчка   | 2      | 0      | 0        | 2      | 15          | 18              | -3          | 0      |

## Други круг

### Група Е
У групи Е су играле најбоље екипе из група А и Б и другопласиране из група Ц и Д. Две прволасиране екипе су ишле у полуфинале, трећи је играо за 5 место, а четврти за 7, са истопласираним из групе Ф.
| Немачка  | 10 : 5  | Бугарска |
| Мађарска | 13 : 11 | Шпанија  |
| Мађарска | 14 : 7  | Бугарска |
| Шпанија  | 10 : 11 | Немачка  |
| Мађарска | 18 : 12 | Немачка  |
| Шпанија  | 15 : 5  | Бугарска |

|    | Екипа    | Играно | Победе | Нерешено | Порази | Дати голови | Примљени голови | Гол-разлика | Бодови |
| -- | -------- | ------ | ------ | -------- | ------ | ----------- | --------------- | ----------- | ------ |
| 1. | Мађарска | 3      | 3      | 0        | 0      | 45          | 30              | +15         | 6      |
| 2. | Немачка  | 3      | 2      | 0        | 1      | 33          | 33              | 0           | 4      |
| 3. | Шпанија  | 3      | 1      | 0        | 2      | 36          | 28              | +8          | 2      |
| 4. | Бугарска | 3      | 0      | 0        | 3      | 17          | 39              | -22         | 0      |

### Група Ф
У групи Ф су играле најбоље екипе из група Ц и Д и другопласиране из група А и Б. Две прволасиране екипе су ишле у полуфинале, трећи је играо за 5, а четврти за 7 место, са истопласираним из групе Е.
| Хрватска | 14 : 8 | Украјина |
| Италија  | 11 : 9 | Русија   |
| Русија   | 7 : 7  | Хрватска |
| Италија  | 13 : 7 | Украјина |
| Италија  | 8 : 8  | Хрватска |
| Русија   | 14 : 8 | Украјина |

|    | Екипа    | Играно | Победе | Нерешено | Порази | Дати голови | Примљени голови | Гол-разлика | Бодови |
| -- | -------- | ------ | ------ | -------- | ------ | ----------- | --------------- | ----------- | ------ |
| 1. | Италија  | 3      | 2      | 1        | 0      | 32          | 24              | +8          | 5      |
| 2. | Хрватска | 3      | 1      | 2        | 0      | 29          | 23              | +6          | 4      |
| 3. | Русија   | 3      | 1      | 1        | 1      | 30          | 26              | +4          | 3      |
| 4. | Украјина | 3      | 0      | 0        | 3      | 23          | 41              | -18         | 0      |

### Група Г
У групи Г су играле последњепласиране екипе из свих група из првог круга такмичења, за пласман од 9 до 12 места.
| Холандија | 6 : 7  | Грчка    |
| Аустрија  | 7 : 18 | Румунија |
| Холандија | 21 : 3 | Аустрија |
| Румунија  | 7 : 9  | Грчка    |
| Холандија | 14 : 9 | Румунија |
| Аустрија  | 5 : 17 | Грчка    |

|     | Екипа     | Играно | Победе | Нерешено | Порази | Дати голови | Примљени голови | Гол-разлика | Бодови |
| --- | --------- | ------ | ------ | -------- | ------ | ----------- | --------------- | ----------- | ------ |
| 9.  | Грчка     | 3      | 3      | 0        | 0      | 33          | 18              | +15         | 6      |
| 10. | Холандија | 3      | 1      | 1        | 1      | 41          | 19              | +22         | 3      |
| 11. | Русија    | 3      | 1      | 0        | 2      | 34          | 27              | +7          | 2      |
| 12. | Аустрија  | 3      | 0      | 0        | 3      | 12          | 56              | -44         | 0      |

## Полуфинале
У полуфиналу су прве две екипе из група Е и Ф играле унакрсно: Е1:Ф2 и Е2:Ф1. Победници су играли у финалу, а поражени за треће место.
| Италија  | 10 : 9 | Немачка  |
| Мађарска | 11 : 8 | Хрватска |

## Утакмице за пласман

### За 7. место
- 26. август 1995.

| Бугарска | 7 : 9 | Украјина |

### За 5. место
- 26. август 1995.

| Русија | 7 : 10 | Шпанија |

### За 3. место
- 27. август 1995.

| Немачка | 11 : 10 | Хрватска |

## Финале
- 27. август 1995.

| Италија | 10 : 8 | Мађарска |

## Коначна табела
| Пласман | Екипа     |
| ------- | --------- |
|         | Италија   |
|         | Мађарска  |
|         | Немачка   |
| 4.      | Хрватска  |
| 5.      | Шпанија   |
| 6.      | Русија    |
| 7.      | Украјина  |
| 8.      | Бугарска  |
| 9.      | Грчка     |
| 10.     | Холандија |
| 11.     | Румунија  |
| 12.     | Аустрија  |

| 2° место Мађарска 4° титула | Победник 22. Европског првенства у ватерполу Италија 3° титула | 3° место Немачка 3° титула |

## Састав победничке екипе
| 1 | Италија | Francesco Attolico, Francesco Postiglione, Алесандро Бово, Fabio Bencivenga, Angelo Temellini, Alessandro Calcaterra, Roberto Calcaterra, Alberto Angelini, Amedeo Pomilio, Paolo Petronelli, Leonardo Sottani, Carlo Silipo, Luca Giustolisi, Alberto Ghibellini, Marco Gerini. Селектор: Ратко Рудић |